# Van-der-Waals-Gleichung
Die Van-der-Waals-Gleichung ist eine Zustandsgleichung für Gase, mit der das Verhalten realer Gase in besserer Annäherung beschrieben werden kann als mit der Allgemeinen Gasgleichung für das Ideale Gas. Die Van-der-Waals-Gleichung enthält, über die allgemeine Gasgleichung hinausgehend, zwei Parameter für die abstoßenden und die anziehenden Kräfte zwischen den Gasteilchen. Diese sind charakteristisch für das jeweilige Gas. Damit führt sie zu einem einfachen und näherungsweise quantitativen Verständnis der Verflüssigung und vieler weiterer Eigenschaften, in denen die realen Gase vom idealen Gas abweichen. Die Gleichung wurde 1873 durch Johannes Diderik van der Waals aufgestellt, wofür er 1910 den Nobelpreis für Physik erhielt.

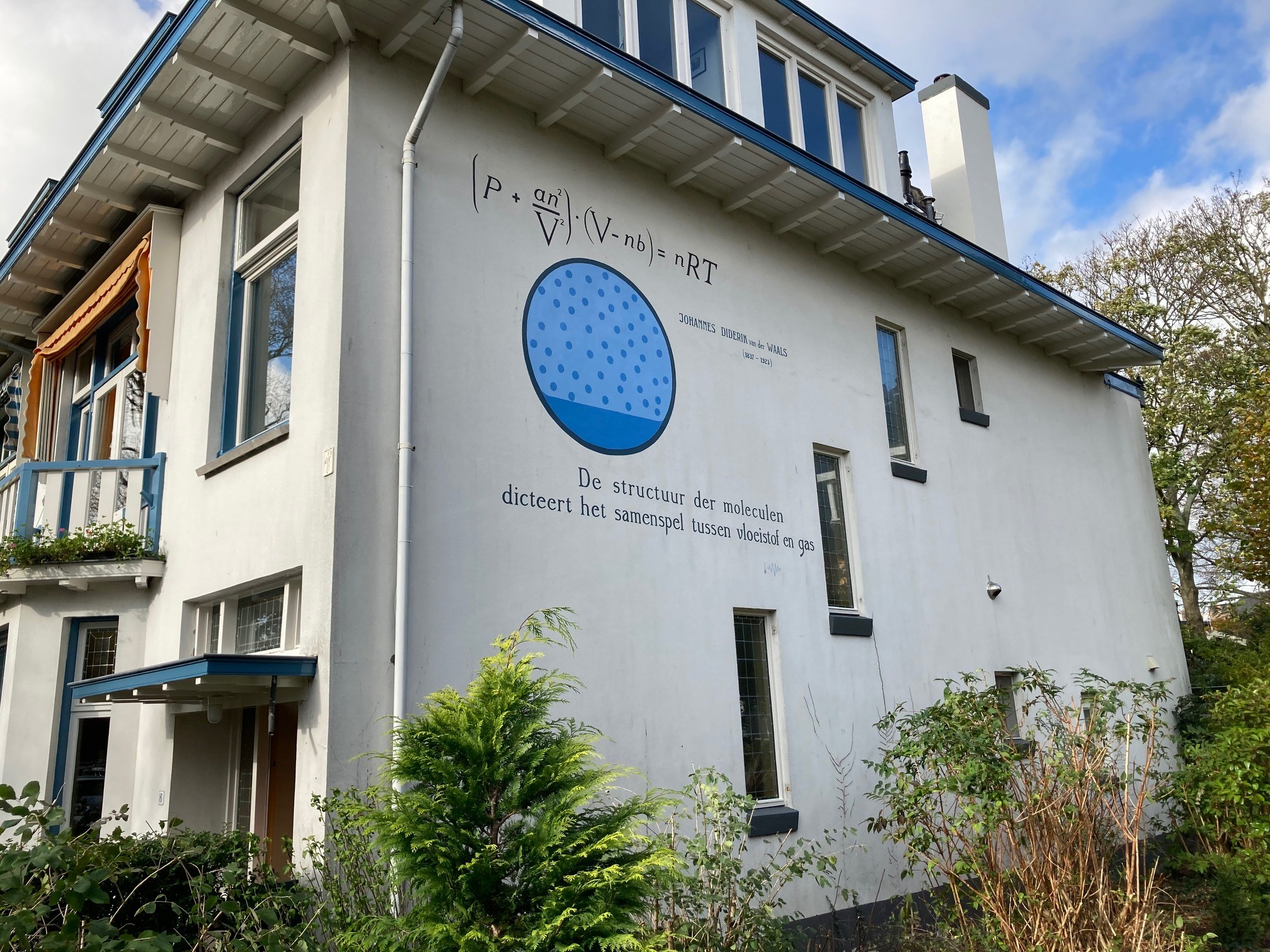
Van-der-Waals-Gleichung an einer Hauswand in Leiden

## Die Gleichung und ihre Interpretation

### Gleichung
| Gas                     | Kohäsionsdruck a in (kPa·dm6)/mol2 = 10−3·(Pa·m6)/mol2 = 10−3·(J·m3)/mol2 | Kovolumen b in cm3/mol = 10−6·m3/mol |
| ----------------------- | ------------------------------------------------------------------------- | ------------------------------------ |
| Helium (He)             | 3,45                                                                      | 23,7                                 |
| Neon (Ne)               | 21,3                                                                      | 17,1                                 |
| Argon (Ar)              | 136,3                                                                     | 32,2                                 |
| Wasserstoff (H2)        | 24,7                                                                      | 26,6                                 |
| Stickstoff (N2)         | 140,8                                                                     | 39,1                                 |
| Sauerstoff (O2)         | 137,8                                                                     | 31,8                                 |
| Luft (80 % N2, 20 % O2) | 135,8                                                                     | 36,4                                 |
| Kohlendioxid (CO2)      | 363,7                                                                     | 42,7                                 |
| Wasser (H2O)            | 557,29                                                                    | 31                                   |
| Chlor (Cl2)             | 657,4                                                                     | 56,2                                 |
| Ammoniak (NH3)          | 422,4                                                                     | 37,1                                 |
| Methan (CH4)            | 225                                                                       | 42,8                                 |
| Benzol (C6H6)           | 52,74                                                                     | 304,3                                |
| Decan (C10H22)          | 37,88                                                                     | 237,4                                |
| Octan (C8H18)           | 18,82                                                                     | 119,3                                |

Die Van-der-Waals-Gleichung lautet
{\displaystyle p={\frac {nRT}{V-nb}}-{\frac {n^{2}a}{V^{2}}}\quad } bzw.
{\displaystyle p={\frac {RT}{V_{m}-b}}-{\frac {a}{{V_{m}}^{2}}}}
oder gleichbedeutend
{\displaystyle \Leftrightarrow \left(p+{\frac {a}{{V_{m}}^{2}}}\right)\left(V_{m}-b\right)=RT\ .}
Die Formelzeichen stehen für folgende Größen:
{\displaystyle p} – Druck des Gases
{\displaystyle T} – Temperatur
{\displaystyle V_{m}} – molares Volumen ({\displaystyle V_{m}=V/n} mit Volumen {\displaystyle V} und Stoffmenge {\displaystyle n} des Gases)
{\displaystyle R} – Universelle Gaskonstante (wie beim idealen Gas)
{\displaystyle a} – Kohäsionsdruck(-parameter)
{\displaystyle b} – Kovolumen aus Avogadrokonstante {\displaystyle N_{\mathrm {A} }} mal Volumen eines einzigen Moleküls {\displaystyle V_{M}}
{\displaystyle b=N_{\mathrm {A} }V_{M}}
Kohäsionsdruck(-parameter) {\displaystyle a} und Kovolumen {\displaystyle b} werden auch als Van-der-Waals-Konstanten des betreffenden Gases bezeichnet (siehe Beispiele in der Tabelle). Für das ideale Gas gilt {\displaystyle a=0} und {\displaystyle b=0}.
Durch Einführung der Stoffmenge {\displaystyle n} kann die Van-der-Waals-Gleichung auch dargestellt werden als
{\displaystyle \Leftrightarrow \left(p+{\frac {an^{2}}{V^{2}}}\right)\left(V-nb\right)=nRT}
Die Van-der-Waals-Gleichung beschreibt sowohl die Gas- als auch die Flüssigphase qualitativ richtig, ist jedoch für quantitative Anwendungen oft zu ungenau. Infolgedessen können die van der Waals-Parameter eines Gases davon abhängen, in welchem Bereich von Zuständen sie gewonnen wurden. Genauer sind z. B. die Redlich-Kwong-Gleichung oder die Zustandsgleichung von Soave-Redlich-Kwong, beides halbempirische modifizierte Van-der-Waals-Gleichungen.
Es gibt auch empirische Zustandsgleichungen, wie z. B. die Benedict-Webb-Rubin-Gleichung.

### Interpretation im Rahmen der kinetischen Gastheorie
Die Zustandsgleichung des idealen Gases
{\displaystyle p={\frac {RT}{V_{m}}}}
lässt sich in der kinetischen Gastheorie unter der Annahme punktförmiger Teilchen ohne gegenseitige Kräfte begründen (Herleitung). Im Vergleich dazu ist beim Van-der-Waals-Gas der Druck
- verringert durch Abzug des Kohäsionsdrucks (oder Binnendrucks) {\displaystyle {\frac {a}{V_{m}^{2}}}}
- erhöht um einen Faktor {\displaystyle {\frac {V_{m}}{V_{m}-b}}={\frac {1}{1-b/V_{m}}}} durch die effektive Verringerung des molaren Volumens um das Kovolumen {\displaystyle b} .

Auch diese Modifikationen lassen sich mit der kinetischen Gastheorie anschaulich interpretieren.

#### Kohäsionsdruck
Der Van-der-Waals-Parameter {\displaystyle a} trägt der Tatsache Rechnung, dass Gasmoleküle einander anziehen. Das wird im Modell des idealen Gases ignoriert, ist aber unter anderem für die Möglichkeit der Verflüssigung ausschlaggebend (daher die Bezeichnung Kohäsionsdruck). Diese unter dem Namen Van-der-Waals-Kräfte zusammengefassten anziehenden Kräfte sind letztlich elektromagnetischer Natur, haben aber sehr viel kleinere Reichweite. Sie beruhen darauf, dass Moleküle, sogar solche ohne permanentes Dipolmoment, einander elektrisch polarisieren können, besonders markant bei zwei gleichen Molekülen. Diese Kräfte verringern den Druck auf die Behälterwand, weil sie für die Moleküle nahe der Wand vorwiegend nach innen gerichtet sind (daher die Bezeichnung Binnendruck). Pro Teilchen ist ihre Stärke proportional zur Dichte der übrigen Teilchen, für alle Teilchen zusammen also proportional zum Quadrat der Teilchendichte. Daher ist der negative Gesamtbeitrag zum Druck umgekehrt proportional zu {\displaystyle V_{m}^{2}}.

#### Kovolumen
Durch den Van-der-Waals-Parameter {\displaystyle b} wird berücksichtigt, dass die Gasmoleküle keine Massenpunkte sind, wie im Modell des idealen Gases angenommen. Aufgrund ihrer endlichen Größe ist die mittlere freie Weglänge verkürzt und die Zahl der Stöße gegen die Wand, die den Druck erzeugen, wie auch die der Stöße untereinander, größer als für punktförmige Teilchen. Die Erhöhung der Stoßzahl kann durch eine scheinbare Verringerung des Volumens parametrisiert werden. Anschaulich gesagt können die Teilchenmittelpunkte sich nur bis zum doppelten Radius annähern, wodurch effektiv aber nicht das Achtfache, sondern nur das Vierfache ihres Eigenvolumens gesperrt wird (denn hier sind nur die möglichen Teilchenpaare zu zählen). Daraus ergibt sich, dass das Kovolumen {\displaystyle b} etwa die Größe des 4fachen Eigenvolumens der Moleküle hat. Das Kovolumen entspricht auch etwa dem Volumen des verflüssigten Gases.

### Begründung in der Statistischen Mechanik
Eine systematische Begründung der van der Waals-Gleichung und ihrer Parameter {\displaystyle a} und {\displaystyle b} wird in der statistischen Mechanik gegeben. Dort wird die Zustandsgleichung im Rahmen einer Reihenentwicklung nach der Teilchendichte berechnet (siehe Virialentwicklung). Dabei ergibt sich für ein klassisches Gas die Zustandsgleichung des idealen Gases, wenn man diese Reihenentwicklung nach dem ersten Glied abbricht, und die van der Waals-Gleichung (in entsprechender Näherung), wenn man das folgende zweite Glied mit berücksichtigt.

## Isothermen im p-V-Diagramm
Die Isotherme nach der nach {\displaystyle p} aufgelösten Van-der-Waals-Gleichung
{\displaystyle p(V_{m})={\frac {RT}{V_{m}-b}}-a{\frac {1}{V_{m}^{2}}}}
wird im p-V-Diagramm durch eine Kurve dargestellt, die die Differenz einer einfachen Hyperbel und einer quadrierten Hyperbel ist, wobei die einfache Hyperbel um {\displaystyle b} verschoben ist.

Van-der-Waals-Schleifen (dunkelblau)
und Maxwell-Konstruktion

Für hohe Temperaturen {\displaystyle T} und geringe Dichte (d. h. große {\displaystyle V_{m}}) nähert sie sich der einfachen Hyperbel entsprechend der Gleichung für ideale Gase.
Unterhalb einer kritischen Temperatur {\displaystyle T_{c}} (rot markierte Isotherme im Bild) treten jedoch ein Maximum und ein Minimum auf (Punkte C und A), so dass bei einer isothermen Kompression von C nach A sowohl das Volumen als auch der Druck abnehmen würden. Dieser Bereich ist daher instabil und kommt in der Natur auch nicht in metastabiler Form vor. Stattdessen verläuft die Isotherme in diesem Volumenbereich isobar, d. h. im {\displaystyle p}-{\displaystyle V}-Diagramm als horizontale Linie (schwarz). Geht man von einem großen Anfangsvolumen aus durch eine isotherme Kompression zu kleineren Volumina, dann erhöht sich zunächst der Druck gemäß der van der Waals-Isotherme, bleibt aber ab einem bestimmten Wert (Punkt G in der Abbildung) konstant, auch wenn das Volumen weiter verkleinert wird. Ab diesem Punkt findet – wenn die Temperatur weiterhin durch Wärmeabfuhr konstant gehalten wird – bei konstantem Druck die Kondensation des Gases zur Flüssigkeit statt. Längs der schwarzen Linie befinden sich beide Aggregatzustände in Koexistenz, wobei sich nur ihr Mengenverhältnis ändert. Dabei behält der gasförmige Anteil die Dichte, die er am Punkt G hatte, und der flüssige die Dichte des Punktes F. Der Bereich der Koexistenz auf dieser Isotherme endet, wenn das isobare Stück wieder auf die van der Waals-Kurve trifft (Punkt F in der Abbildung). Ab dieser Stelle steigt der Druck bei weiterer Verringerung des Volumens steil an, was für die geringe Kompressibilität einer reinen Flüssigkeit charakteristisch ist. Zusammen bilden diese isobaren Bereiche der Isothermen aller Temperaturen bis zur kritischen Temperatur das
Koexistenzgebiet Gas-Flüssigkeit des betrachteten Gases.
Die Lage des horizontalen Stücks, also der Sättigungsdampfdruck des verflüssigten Gases bei der Temperatur der betrachteten Isotherme, kann daraus bestimmt werden, dass die beiden Flächenstücke zur van der Waals-Kurve hin (lindgrün in der Abbildung) gleich groß sein müssen. James Clerk Maxwell, der diese Maxwell-Konstruktion einführte, begründete sie mit der Energieerhaltung bei einem isothermen reversiblen Kreisprozess längs der Van-der-Waals-Schleife, die die beiden Flächen berandet. Jedoch krankt diese Begründung daran, dass der Kreisprozess wegen der Instabilität zwischen A und C gar nicht wirklich stattfinden kann. Eine bessere Begründung beruht darauf, dass die Zustände auf dem betreffenden Teil der Van-der-Waals-Isotherme instabil sind und von alleine in Zustände auf der Maxwell-Geraden übergehen, weil diese die geringste bei gleicher Temperatur und gleichem Druck mögliche Freie Enthalpie haben. Die von der Van-der-Waals-Gleichung beschriebene, in sich homogene Materie zerfällt dabei spontan in zwei Teile verschiedener Dichte. Der so bestimmte Dampfdruck hängt von der Temperatur ab, wie nach der Clausius-Clapeyron-Gleichung gefordert.
Kondensation und Verdampfung sind Phasenübergänge, die bei genügend schnellen Zustandsänderungen unter Umständen erst verzögert einsetzen. Daher können die Zustände auf den Kurvenstücken der van der Waals-Isotherme links vom Minimum (Punkte F-A) und rechts vom Maximum (Punkte C-G) zum Teil kurzzeitig erreicht werden, wenn das Volumen des reinen Gases schnell verringert oder das der reinen Flüssigkeit schnell vergrößert wird, oder durch andere geeignete Prozesse, die nicht-isotherm sind wie z. B. Siedeverzug. Diese Zustände stellen metastabile Zustände mit homogener Dichte dar, die bei Eintreten der Dampfbildung bzw. der Kondensation in einen passenden Mischzustand zerfallen. Z. B. konnten Wassertropfen unter Atmosphärendruck kurzzeitig bis 279 °C erhitzt werden, bis sie explosionsartig verdampften. Dabei bestätigte sich näherungsweise der Verlauf nach der Van-der-Waals-Gleichung.

## Kritischer Punkt
Bei einer Temperatur oberhalb der kritischen Temperatur zeigt die van der Waals-Isotherme im {\displaystyle pV}-Diagramm überall negative Steigung. Es kann daher kein Bereich existieren, wo Volumen (bzw. Dichte) variieren, die Temperatur aber gleich bleibt. Eine Koexistenz von zwei Phasen verschiedener Dichte ist damit ausgeschlossen. Das stimmt mit allen Beobachtungen an realen Gasen überein. Die kritische Temperatur {\displaystyle T_{\text{crit}}} ist dadurch gegeben, dass ihre Isotherme durch den kritischen Punkt geht, wo sie im {\displaystyle pV}-Diagramm einen Wendepunkt {\displaystyle K} mit horizontaler Tangente hat:
Am kritischen Punkt verschwindet die erste und die zweite Ableitung des Drucks nach dem Volumen (bei konstanter Temperatur):
{\displaystyle \left({\frac {\mathrm {d} p}{\mathrm {d} V}}\right)_{T}=0\ ;\quad \left({\frac {\mathrm {d} ^{2}p}{\mathrm {d} V^{2}}}\right)_{T}=0}
Daraus folgen:
| Kritische Temperatur:  |  | {\displaystyle T_{\mathrm {crit} }={\frac {8a}{27bR}}}   |
| Kritischer Druck:      |  | {\displaystyle p_{\mathrm {crit} }={\frac {a}{27b^{2}}}} |
| Kritisches Molvolumen: |  | {\displaystyle V_{\mathrm {m,crit} }=3b}                 |
Einige Beispiele für kritische Temperaturen: Wasser {\displaystyle \ T_{\mathrm {crit} }} = 374,12 °C, Stickstoff {\displaystyle \ T_{\mathrm {crit} }} = −146 °C, Kohlenstoffdioxid {\displaystyle \ T_{\mathrm {crit} }} = 31 °C, Helium-4 {\displaystyle \ T_{\mathrm {crit} }} = 5,2 K. Nur unterhalb dieser Temperaturen lässt sich das betreffende Gas verflüssigen.
Aus den experimentell gefundenen Daten des kritischen Punktes lassen sich umgekehrt die van der Waals-Konstanten {\displaystyle a} und {\displaystyle b} berechnen. Da es drei kritische Daten, aber nur zwei Van-der-Waals-Konstanten gibt, ist das Gleichungssystem überbestimmt und hätte nur dann eine exakte Lösung, wenn das Gas sich genau nach der Van-der-Waals-Gleichung verhielte. In Tabellenwerken werden für die Van-der-Waals-Parameter oft die aus {\displaystyle T_{\mathrm {crit} }\ ,p_{\mathrm {crit} }} gewonnenen Werte angegeben:
{\displaystyle b={\frac {R\ T_{\mathrm {crit} }}{8\ p_{\mathrm {crit} }}}}
{\displaystyle a={\frac {27\ (RT_{\mathrm {crit} })^{2}}{64\ p_{\mathrm {crit} }}}}
Der Wert für {\displaystyle V_{\mathrm {crit} }} ist meist nur weniger genau bekannt, würde aber mit {\displaystyle b=V_{\mathrm {m,c} }/3} zu einem deutlich anderen Wert führen. Das drückt sich auch dann aus, wenn man den Kompressionsfaktor {\displaystyle Z={\tfrac {pV}{R\,T}}} berechnet. Für jedes ideale Gas ist in allen Zuständen {\displaystyle Z=1}. Nach Van-der-Waals-Gleichung müsste unabhängig von den Parametern {\displaystyle a} und {\displaystyle b}, also für jedes reale Gas gelten:
{\displaystyle Z={\frac {p_{\mathrm {crit} }V_{\mathrm {m,crit} }}{R\,T_{\mathrm {crit} }}}={\frac {3}{8}}=0{,}375}
Tatsächlich liegen die Werte für reale Gase relativ eng beisammen, sind aber noch weiter vom Wert 1 des idealen Gases entfernt als beim van der Waals-Modell.
Beispiele:
{\displaystyle Z(\mathrm {H_{2}} )=0{,}304;\quad Z(\mathrm {C_{2}H_{6}} )=0{,}267;\quad Z(\mathrm {NH_{3}} )=0{,}238;\quad Z(\mathrm {H_{2}O} )=0{,}226}
In der relativ guten Übereinstimmung untereinander zeigt sich die Leistungsfähigkeit des Modells von van der Waals, in der Abweichung vom Modellwert dessen Näherungscharakter.

## Reduzierte Form der van der Waals-Gleichung
Drückt man Druck, Temperatur und Molvolumen gemäß
{\displaystyle p=p_{\text{red}}\,p_{\text{crit}}} , {\displaystyle T=T_{\text{red}}\,T_{\text{crit}}} , {\displaystyle V_{M}=V_{\text{red}}\,V_{m,crit}}
durch die dimensionslosen reduzierten Zustandsgrößen {\displaystyle p_{\text{red}},\ T_{\text{red}},\ V_{\text{red}}} aus, dann heißt die Van-der-Waals-Gleichung:
{\displaystyle \left(p_{\text{red}}+{\frac {3}{V_{\text{red}}^{2}}}\right)\left(V_{\text{red}}-{\frac {1}{3}}\right)={\frac {8}{3}}T_{\text{red}}}
Diese Gleichung enthält keinen materialspezifischen Parameter und gilt daher in identischer Form für alle Stoffe, die eine Van-der-Waals-Gleichung befolgen. Dies ist ein Beispiel für das Theorem der übereinstimmenden Zustände. Wenn zwei Substanzen dieselben Werte {\displaystyle p_{\text{red}},V_{\text{red}},T_{\text{red}}} annehmen, spricht man von übereinstimmenden/korrespondierenden Zuständen.
Nach Potenzen des Volumens geordnet ergibt sich ein Polynom 3. Grades:
{\displaystyle \Leftrightarrow V_{\text{red}}^{3}-\left({\frac {1}{3}}+{\frac {8T_{\text{red}}}{3p_{\text{red}}}}\right)V_{\text{red}}^{2}+{\frac {3}{p_{\text{red}}}}V_{\text{red}}-{\frac {1}{p_{\text{red}}}}=0}
Der dimensionslose Kompressionsfaktor {\displaystyle Z} stellt einen Bezug zum Molvolumen eines idealen Gases her:
{\displaystyle Z={\frac {p\,V_{m}}{R\,T}}={\frac {p_{c}\,V_{m,c}}{R\,T_{c}}}~{\frac {p_{\text{red}}\,V_{\text{red}}}{T_{\text{red}}}}={\frac {3}{8}}~{\frac {p_{\text{red}}\,V_{\text{red}}}{T_{\text{red}}}}}
Damit lautet die Van-der-Waals-Gleichung:
{\displaystyle \left(p_{\text{red}}+{\frac {27}{64}}~{\frac {p_{\text{red}}^{2}}{T_{\text{red}}^{2}Z^{2}}}\right)\left(Z-{\frac {p_{\text{red}}}{8}}\right)=1}
Das stellt eine Gleichung 3. Grades für den Kompressionsfaktor dar:
{\displaystyle Z^{3}-\left(1+{\frac {p_{\text{red}}}{8T_{\text{red}}}}\right)Z^{2}+{\frac {27}{64}}~{\frac {p_{\text{red}}}{T_{\text{red}}^{2}}}Z-\left({\frac {3}{8}}\right)^{3}{\frac {p_{\text{red}}^{2}}{T_{\text{red}}^{3}}}=0}
Eine Näherung für kleine Drücke und/oder hohe Temperaturen ist:
{\displaystyle Z=1-{\frac {p_{\text{red}}}{8T_{\text{red}}}}+{\frac {27}{64}}~{\frac {p_{\text{red}}}{T_{\text{red}}^{2}}}-\left({\frac {3}{8}}\right)^{3}{\frac {p_{\text{red}}^{2}}{T_{\text{red}}^{3}}}}
Bei der Boyle-Temperatur {\displaystyle T_{\text{B}}} kürzen sich die in {\displaystyle p_{\text{red}}} linearen Terme. Im Van-der-Waals-Modell ist das der Fall bei
{\displaystyle T_{\text{B}}={\frac {a}{bR}}={\frac {27}{8}}T_{\text{crit}}.}
Die Druckabhängigkeit des Kompessionsfaktors ist dann
{\displaystyle Z(T_{\text{red, B}})=1-{\frac {p_{\text{red}}^{2}}{729}},}
sodass sich das Gas bei nicht zu großen Drücken wie ein ideales Gas verhält.

## Wärmeausdehnungskoeffizient
Der isobare Ausdehnungskoeffizient ergibt sich aus der Zustandsgleichung, wenn man sie in der oben zuerst angegebenen Form differenziert:
{\displaystyle \mathrm {d} p={\frac {1}{V_{m}-b}}\mathrm {d} T-\left({\frac {T}{(V_{m}-b)^{2}}}-{\frac {2a}{RV_{m}^{3}}}\right)\mathrm {d} V_{m}}
und dann {\displaystyle \mathrm {d} p=0} setzt. Es folgt
{\displaystyle \beta ={\frac {1}{V_{m}}}\left({\frac {\partial V_{m}}{\partial T}}\right)_{p}={\frac {V_{m}-b}{V_{m}T-{\frac {2a}{R}}\left({\frac {V_{m}-b}{V_{m}}}\right)^{2}}}}
Für den Unterschied zu dem Ausdehnungskoeffizienten des idealen Gases {\displaystyle \beta _{\text{idGas}}={\tfrac {1}{T}}}, der sich für {\displaystyle a=b=0} ergibt, berechnet man
{\displaystyle \beta -\beta _{\text{idGas}}={\frac {{\frac {2a}{RT}}\left({\frac {V_{m}-b}{V_{m}}}\right)^{2}-b}{V_{m}T-{\frac {2a}{RT}}\left({\frac {V_{m}-b}{V_{m}}}\right)^{2}}}}
Im Bereich normaler Temperaturen ist die Differenz für Gase wie Sauerstoff, Stickstoff, Luft positiv; diese Gase dehnen sich also etwas stärker aus als ein ideales Gas. Bei Wasserstoff und den Edelgasen ist es umgekehrt. Bei ihnen sind die Anziehungskräfte zwischen den Molekülen bzw. Atomen, und damit der Van-der-Waals-Parameter {\displaystyle a}, so klein, dass (bei nicht zu tiefer Temperatur) der Zähler negativ wird. Die Nullstelle des Zählers markiert auch die Zustände, bei denen der Joule-Thomson-Effekt zwischen Abkühlung und Erwärmung umschlägt (Inversionspunkt).

## Innere Energie
Für ein Van-der-Waals-Gas ohne innere Freiheitsgrade gilt die kalorische Zustandsgleichung:
{\displaystyle U={\frac {3}{2}}nRT-{\frac {na}{V_{m}}}.}
bzw. allgemeiner:
{\displaystyle U=n\cdot N_{A}\cdot u(T)-{\frac {n^{2}a}{V}}},
wobei {\displaystyle u(T)} der volumenunabhängige Anteil der inneren Energie pro Teilchen ist.
Sie hängt nicht nur von der kinetischen Energie der Moleküle ab, sondern auch von der potentiellen Energie der Kohäsionskräfte, gegeben durch den Parameter {\displaystyle a}.